# Aimé Durbec
Aimé Durbec (* 13. September 1902 in Ollioules; † 23. Dezember 1991 in Garches) war ein französischer Fußballspieler.

## Vereinskarriere
Der Rechtsverteidiger Durbec spielte von 1924 an für den südfranzösischen Verein Olympique Marseille und war dabei aufgrund des Fehlens einer Profiliga Amateurspieler. Zwei Jahre später gewann Marseille das nationale Pokalfinale 1926, doch er war nicht am Endspiel beteiligt. Anders als im Vorjahr wurde er bei der Neuauflage des Endspiels im Jahr 1927 aufgeboten und konnte dank eines 3:0-Sieges gegen die US Quevilly die Titelverteidigung sichern. 1929 gelang Durbec mit Marseille darüber hinaus der Gewinn der französischen Amateurmeisterschaft, die damals gleichbedeutend mit dem nationalen Titel war.
1931 kehrte er Marseille den Rücken und wechselte zum RC Paris; mit diesem Verein erreichte er im Verlauf der Saison 1931/32 die Qualifikation für die erste Austragung der Profiliga Division 1 und trat in der Spielzeit 1932/33 mit Paris in der neu geschaffenen höchsten französischen Spielklasse an; dabei lief in sechs Erstligapartien auf, die seine einzigen blieben, da er 1933 beim Zweitligisten Stade Français unterschrieb. Das Trikot des Vereins trug er bis 1934 und beendete seine Fußballerlaufbahn; danach arbeitete er für das staatliche Energieversorgungsunternehmen Électricité de France.

## Nationalmannschaft
Der Spieler erreichte sein Debüt für die französische Nationalelf, als er am 12. Juni 1927 bei einem Länderspiel gegen Ungarn auf dem Platz stand; die Partie endete mit einer deutlichen 1:13-Niederlage für die Franzosen und stellte zugleich die einzige Berufung für Durbec dar.